# Dennis Nineham
Dennis Nineham (27 novembre 1921 – 9 maggio 2016) è stato un teologo britannico, ministro ordinato della Chiesa d'Inghilterra.
Dal 1969 al 1979 ha diretto il Keble College di Oxford, oltre ad aver ricoperto varie docenze nelle facoltà teologiche di Londra, Cambridge e Bristol. Suo figlio, Chris Nineham, fu il fondatore e capo del movimento Stop The War Coalition

## Biografia
Dopo aver frequentato la King Edward VI School di Southampton, un istituto particolarmente selettivo che era stato fondato dal re Edoardo VI nel 1553, proseguì gli studi nella Grammar school locale e, nel 1943, conseguì a pieni voti il Bachelor of Arts in Literae Humaniores (lingua e letterature classiche) e in teologia al Queen's College di Oxford.
Nello stesso anno, entrò a far parte del Lincoln Theological College, un istituto deputato alla formazione spirituale dei futuri ministri della Chiesa d'Inghilterra. Ordinato diacono dodici mesi più tardi, nel 1945 divenne sacerdote e assistente cappellano al Queen's College di Oxford. Nel 1946 fu eletto membro e cappellano del Collegio.

Nominato docente di biblistica e di storia della teologia al King' College di Londra nel 1954, quattro anni più tardi ottenne la cattedra di teologia all'Università di Londra. Nel 1964 divenne Regius Professor di Divinity presso l'Università di Cambridge, vincendo contestualmente una borsa di studio presso l'Emmanuel College.
Nel 1969 fece ritorno ad Oxford in qualità di direttore del Keble College, carica che ricoprì fino al pensionamento nel 1979. Un anno dopo, divenne Fellow onorario del Keble, e, nel 1991, anche del Queen's College di Oxford. 

Analogamente al periodo londinese, Nineham divenne canonico emerito della Cattedrale di Bristol, mentre prestava servizio nella locale università, nella quale dal 1980 al 1986 fu professore di teologia e al contempo direttore della facoltà teologica.
Si spense il 9 maggio 2016, all'età di 94 anni.

## Opere
Alcune delle sue pubblicazioni più importanti sono: 
- The Study of Divinity (1960)
- The Gospel of Saint Mark (1963)
- The Use and Abuse of the Bible (1976)
- Christianity Mediaeval and Modern (1993).

Inoltre, fu protagonista di varie apparizioni televisive e ha collaborato alla controversa serie televisiva Jesus: The Evidence, trasmessa da Channel 4 nel 1984.